# Macaroni Bay
Die Macaroni Bay ist eine Bucht an der Nordküste Südgeorgiens im Südatlantik. Sie liegt zwischen dem Antell Point und der Westspitze von Collins Island.
Das UK Antarctic Place-Names Committee benannte sie 2013 nach dem Goldschopfpinguin (englisch Macaroni penguin), der in diesem Gebiet mit zahlreichen Brutkolonien vertreten ist.